# Chemilly-sur-Serein
Chemilly-sur-Serein is een gemeente in het Franse departement Yonne (regio Bourgogne-Franche-Comté) en telt 181 inwoners (2004). De plaats maakt deel uit van het arrondissement Auxerre.

## Geografie
De oppervlakte van Chemilly-sur-Serein bedraagt 13,5 km², de bevolkingsdichtheid is 13,4 inwoners per km².
De onderstaande kaart toont de ligging van Chemilly-sur-Serein met de belangrijkste infrastructuur en aangrenzende gemeenten.

## Demografie
Onderstaande figuur toont het verloop van het inwonertal (bron: INSEE-tellingen).